# Самурай 3: Поединок на острове
«Самурай 3: Поединок на острове» (яп. 宮本武蔵完結編　決闘巌流島 Миямото Мусаси канкэцухэн — кэтто: Ганрю:дзима) — кинофильм режиссёра Хироси Инагаки, вышедший на экраны в 1956 году. Картина основана на пьесе Хидэдзи Ходзё и романе Эйдзи Ёсикавы и рассказывает о приключениях легендарного самурая Миямото Мусаси.
Это последний фильм трилогии, в которую также входят «Самурай: Путь воина» и «Самурай 2: Дуэль у храма».

## Сюжет
Благодаря своим многочисленным победам Миямото Мусаси прославился на всю страну как непобедимый фехтовальщик. Получив приглашение сёгуна, он прибывает в Эдо, однако не горит желанием стать наставником правителя, предпочитая скромную жизнь на лоне природы. Одновременно в столице появляется талантливый самурай Сасаки Кодзиро, желающий бросить вызов Мусаси...

## В ролях
- Тосиро Мифунэ — Миямото Мусаси (Такэдзо)
- Каору Ятигуса — Оцу
- Кодзи Цурута — Сасаки Кодзиро
- Марико Окада — Акэми
- Митико Сага — Омицу
- Такаси Симура — придворный сёгуна
- Минору Тиаки — лодочник Сасукэ
- Такамару Сасаки — отец Омицу
- Дайсукэ Като — Гион Тодзи
- Харуо Танака — Кумагоро, конокрад
- Кэндзин Иида — Дзётаро
- Эйдзиро Тоно — Байкэн Сисидо